# Dairi Ike
Dairi Ike är en sjö i Antarktis. Den ligger i Östantarktis. Norge gör anspråk på området. Dairi Ike ligger 23 meter över havet.